# Tommy Hanson
Thomas J. Hanson Jr., detto Tommy (Tulsa, 28 agosto 1986 – Atlanta, 9 novembre 2015), è stato un giocatore di baseball statunitense.

## Biografia
Hanson nacque a Tulsa, in Oklahoma. Dopo la nascita si trasferì in California, dove frequentò la Redlands East Valley High School di Redlands e, a partire dal giugno 2004, il Riverside City College di Riverside. Da lì venne selezionato nel 22 turno del draft MLB 2005 dagli Atlanta Braves. Iniziò a giocare nel 2006 nella classe Rookie. Nel 2007 giocò nella classe A e nella classe A-avanzata. Nel 2008 venne impiegato nella classe A-avanzata e nella Doppia-A.
Nel 2009 fu chiamato a sostituire il veterano Tom Glavine nel ruolo di lanciatore degli Atlanta Braves nella MLB.
Debuttò nella MLB il 7 giugno 2009, al Turner Field di Atlanta contro i Milwaukee Brewers. Il 12 giugno vinse la sua prima partita, quella contro i Baltimore Orioles. La stagione si concluse con 11 vittorie e 4 sconfitte, e con una media PGL di 2,84. Giocò nella sua stagione d'esordio in 21 partite di MLB e in 11 di Tripla-A.
Il 30 novembre 2012, i Braves scambiarono Hanson con i Los Angeles Angels of Anaheim per Jordan Walden. Dopo una pessima stagione, conclusasi con 4 vittorie e 3 sconfitte, e con un'ERA di 5,42, terminata la stagione 2013 divenne free agent.
Il 14 febbraio 2014, firmò con i Texas Rangers che però lo svincolarono il 26 marzo, prima dell'inizio della stagione.
Il 7 aprile 2014, Hanson firmò un contratto con i Chicago White Sox con cui militò nella Minor League Baseball.
Divenne free agent a fine stagione 2014 e firmò il 12 maggio 2015 con i San Francisco Giants, con i quali terminò la sua carriera.
Morì il 9 novembre 2015 per un arresto cardio-circolatorio alla prematura età di 29 anni.

## Premi e riconoscimenti
- Esordiente del mese della National League: 1

giugno 2009